# Ladies Trophy

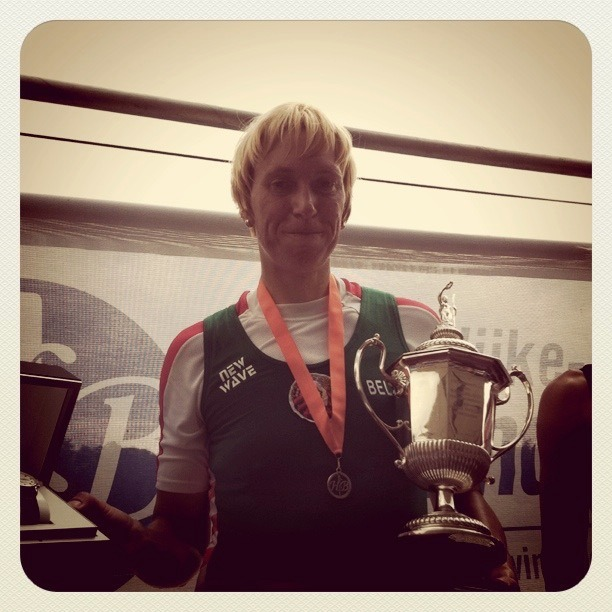
Winnares Ekatarina Karsten-Khodotovitch uit Belarus met "haar" beker

De Ladies Trophy is de prijs die toebehoort aan het winnen van de roeiwedstrijd in de dames skiff georganiseerd door de Holland Beker Wedstrijd Vereeniging. Jaarlijks vindt de wedstrijd plaats, traditiegetrouw in het seizoen juist voor de The Princess Royal Challenge Cup op de Henley Royal Regatta en de RotseeRegatta te Lucerne.

## Geschiedenis
Het "Comite voor het Championaat van Nederland voor Heren Liefhebbers van Sculling Outiggers" opgericht in 1886 en later voortbestaan onder de naam Holland Beker Wedstrijd Vereeniging looft een onderscheidende zilveren beker uit als wisselprijs voor het nummer Dames skiff. De beker, is ontworpen door H.J. Valk, vervaardigd door van Kempen uit Voorschoten en geleverd door Juwelier S. van Osenbruggen & Zoon uit Amsterdam. De beker werd oorspronkelijk ingesteld voor Heren Junioren skiff in 1911. In 2011 is echter besloten deze beker te verbinden aan het hoofdnummer in de dames skiff de zogenaamde Ladies Trophy. De beker heeft een inscriptie van de naam van de instellers en is bekroond met een roeister met in haar handen een lauwerkrans en een roeiriem. Bij de Beker behoort een kistje, uitgevoerd in mahoniehout met daarop een in zilver uitgevoerde plaat waar de naam van de winnares wordt gegraveerd. Als permanent huldeblijk krijgt de winnares een gouden medaille. Het geld benodigd voor het vervaardigen van de kostbare beker werd bijeen gebracht door een groep particulieren en later in bezit over gedragen aan de Holland Beker Wedstrijd Vereeniging.
De wedstrijd om deze beker verroeid op de dag van de Holland Beker groeide uit tot een der meest begeerde prijzen in het internationale dames toproeien, als pendant van "Princess Royal Challenge Cup" die geroeid wordt op de Henley Royal Regatta. Er is een lijst van vermaarde internationale winnaressen waaronder Ekatarina Karsten-Khodotovitch (Belarus), Kimberley Crow (Australië), Titie Jordache (BRD) en Rumyana Neykova (Bulgarije), terwijl ook Nederlands Olympisch bronzen medaillewinnares Irene Eijs en meer recent Olympisch Zilveren medaille winnares Inge Janssen zich voormalige winnares mogen noemen.